# Grande Giro

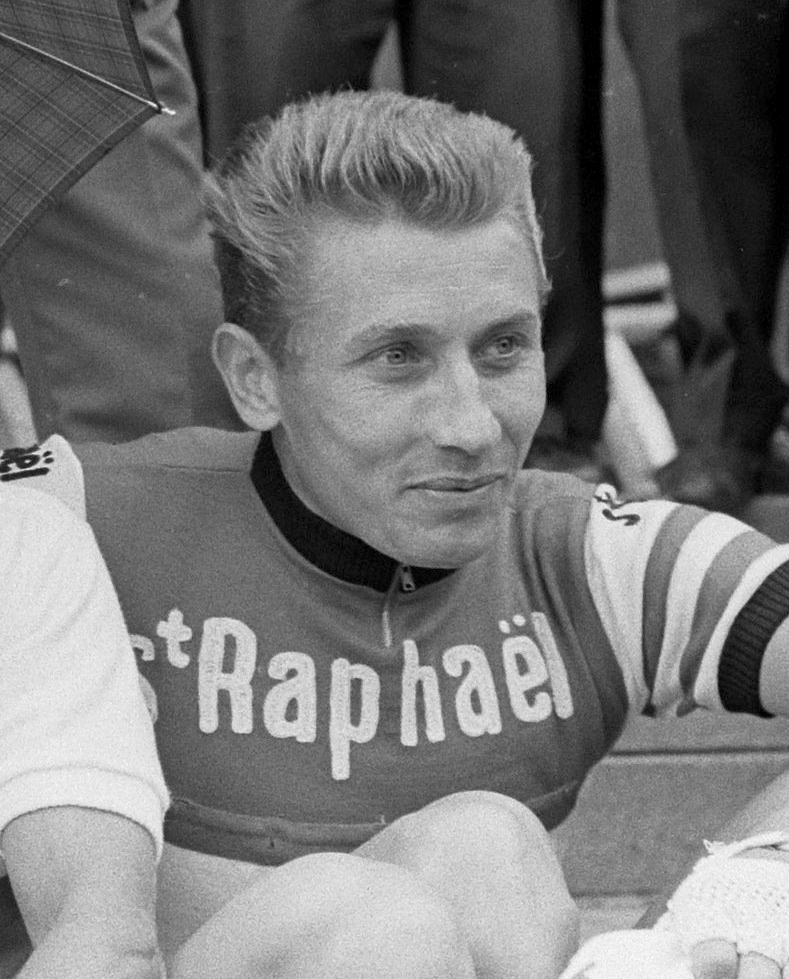
Il francese Jacques Anquetil, primo ciclista a fare sua l'ideale tripla corona riuscendo a trionfare, tra il 1957 e il 1963, in tutti e tre i grandi Giri

Nel ciclismo su strada, grande Giro è un'espressione che si riferisce a una delle tre più grandi corse a tappe europee, vale a dire:
- Tour de France -  prima edizione nel 1903
- Giro d'Italia - prima edizione nel 1909
- Vuelta a España - prima edizione nel 1935

In generale, i grandi Giri appartengono al circuito dell'UCI World Tour. Sono simili come struttura: durano tre settimane, per un totale, nel ciclismo moderno, di 21 giornate di gara; più alcuni, di solito due, giorni di riposo e, a seconda delle edizioni, una o più prove a cronometro incluse nelle 21 tappe. Si differenziano dalle corse a tappe più brevi, che non superano le 10 giornate di gara.

## Descrizione

Logo del Tour de France
Logo del Giro d'Italia
Logo della Vuelta a España

Il Tour de France è la più vecchia e prestigiosa fra le tre, nonché la corsa ciclistica più famosa del mondo; è un evento mediatico internazionale: viene seguito da un numero di spettatori inferiore soltanto, tra gli eventi sportivi, a Olimpiadi e Campionati del mondo di calcio (eventi però che si svolgono una volta ogni quattro anni, mentre i grandi Giri si disputano ogni anno). Il Giro d'Italia è la seconda in ordine d'importanza e anzianità, ed è stato in alcuni periodi popolare quanto il Tour (negli anni quaranta e cinquanta, al tempo della leggendaria rivalità Coppi-Bartali, e negli anni settanta ai tempi di Merckx e Gimondi). Giro e Vuelta, diversamente dal Tour, sono molto conosciuti in Europa, ma meno al di fuori del continente, dove sono familiari solo agli appassionati dello sport.
Nel ciclismo moderno queste corse a tappe durano tre settimane. Le tappe possono essere in linea oppure a cronometro (individuali o talvolta anche a squadre). Le tappe in linea dei grandi Giri hanno una lunghezza variabile, mediamente intorno ai 180 km, in diversi casi sopra i 200 km; mentre la distanza percorsa al termine della manifestazione risulta essere superiore ai 3000 km. La partecipazione a queste corse è molto ambita dalle squadre professionistiche, e non tutte possono prendervi parte. Tra il 2005 e il 2007, gli organizzatori di queste corse a tappe sono stati obbligati a far partecipare tutti i team facenti parte dell'UCI ProTour, che attualmente sono 18 e solo quattro squadre "minori" ("professional" nell'attuale classificazione) invitate a scelta degli organizzatori. A partire dagli inizi degli anni 2000 i km totali massimi sono stati ridotti da 4000 a circa 3500 abbassando lievemente il grado di difficoltà. A partire dal 2018 ogni squadra deve essere composta alla partenza da 8 atleti, mentre fino al 2017 erano 9, e nel secolo scorso anche 10.
Alla fine di ogni tappa vengono aggiornate la classifica generale individuale, che è sempre a somma di tempi, la classifica a squadre, quella per il miglior scalatore (chi ottiene più punti nei traguardi validi per il gran premio della montagna), la classifica a punti (chi accumula più punti grazie ai piazzamenti in ogni tappa o traguardi volanti), il miglior giovane e altre classifiche minori. Solo tre ciclisti hanno vinto le tre principali classifiche (generale, punti e scalatore) nello stesso grande Giro: Eddy Merckx nel Giro d'Italia 1968 e nel Tour de France 1969, Tony Rominger nella Vuelta a España 1993 e Laurent Jalabert nella Vuelta a España 1995.
I leader della classifica generale, della classifica a punti, della classifica dei Gran Premi della Montagna e della classifica giovani indossano durante le tappe maglie distintive che li contraddistinguono. In particolare, le maglie dei leader della classifica generale (rispettivamente maglia gialla, maglia rosa e maglia rossa per Tour, Giro e Vuelta) sono diventate nel tempo veri e propri simboli dei tre Grandi Giri.

## Albo d'oro

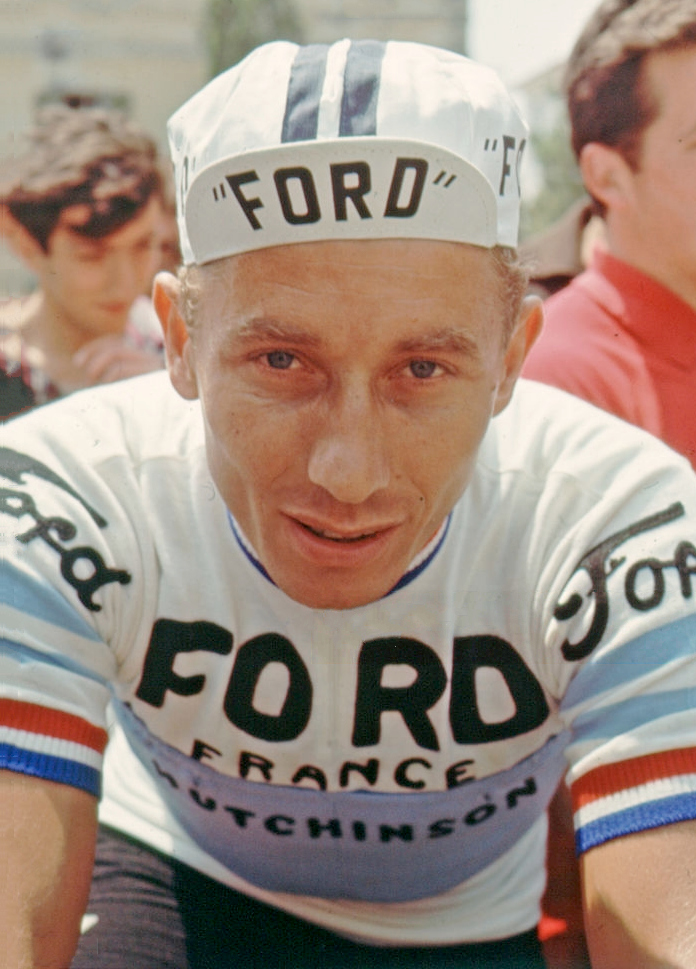
Jacques Anquetil, vincitore dei tre Grandi Giri (otto vittorie totali)

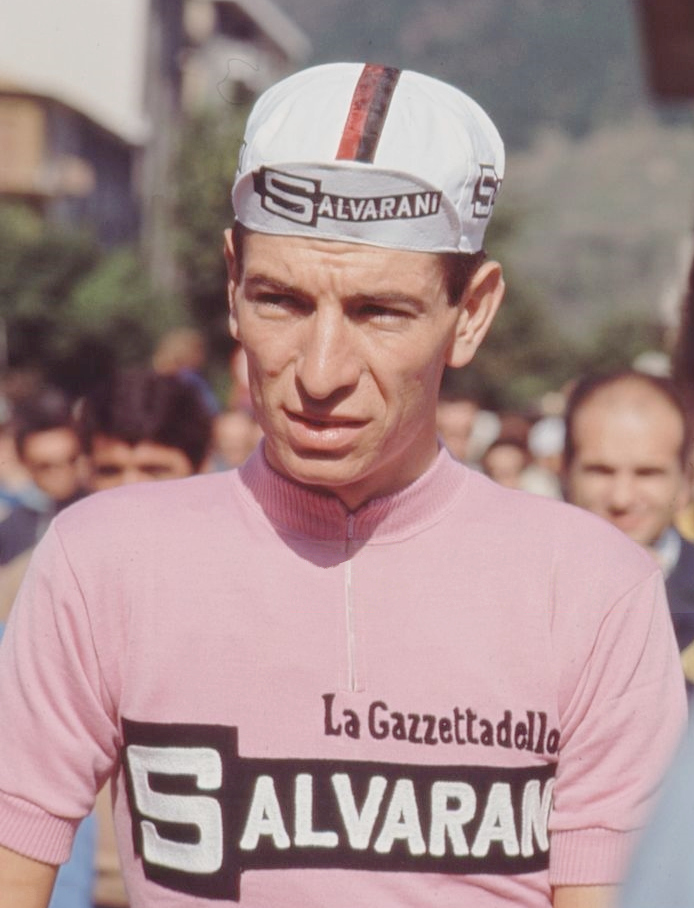
Felice Gimondi, vincitore dei tre Grandi Giri (cinque vittorie totali)

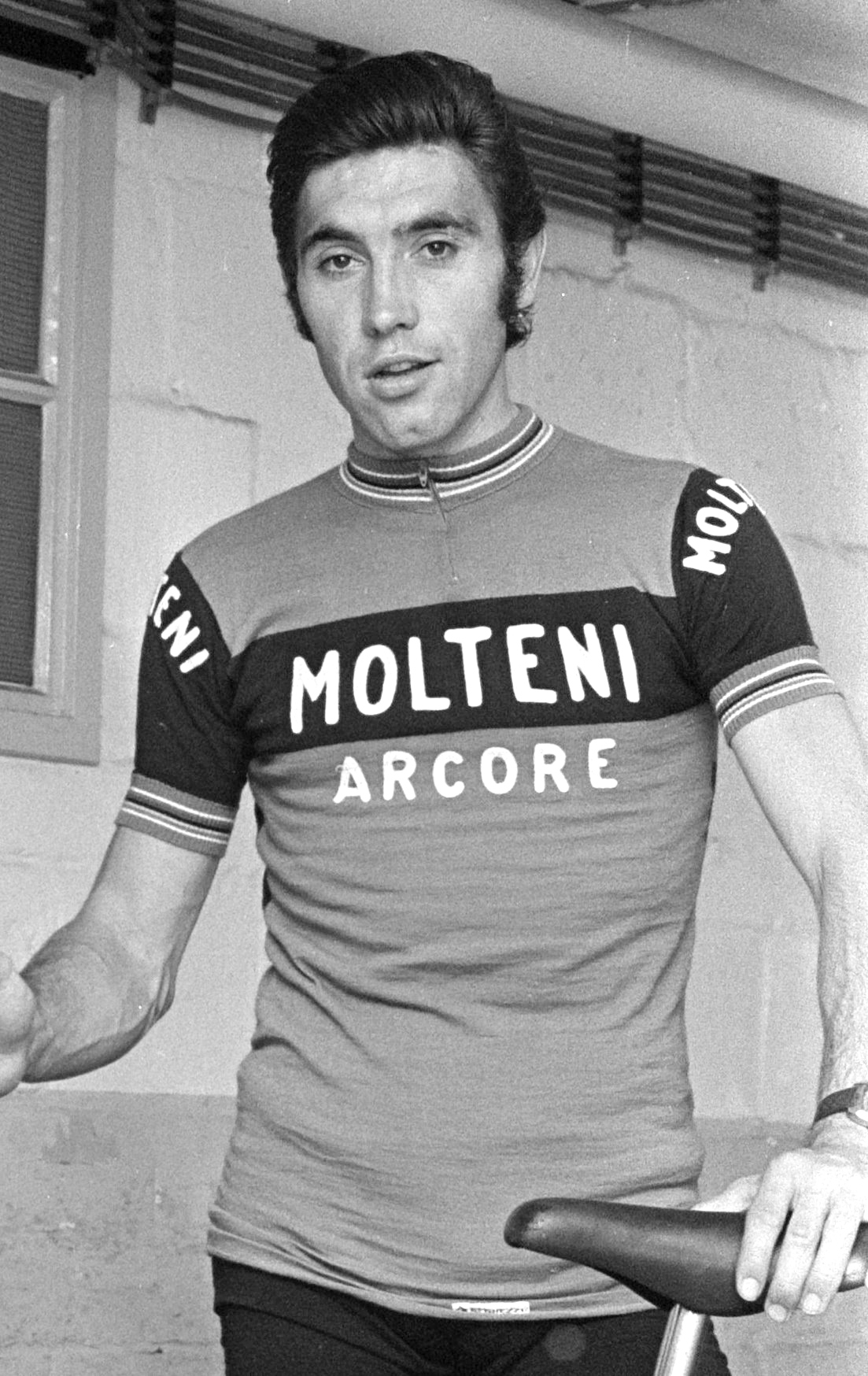
Eddy Merckx, vincitore dei tre Grandi Giri (undici vittorie totali)

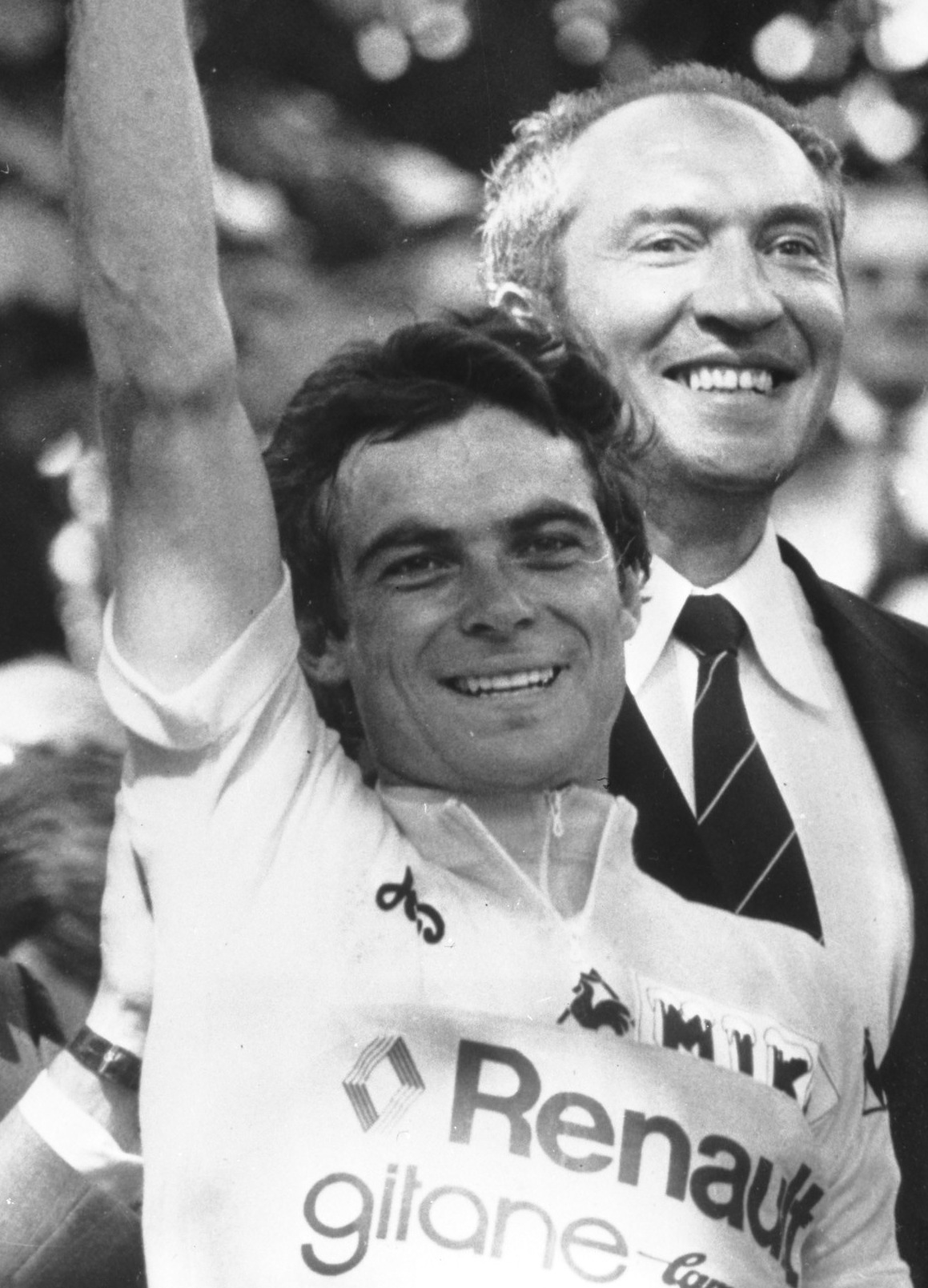
Bernard Hinault, vincitore dei tre Grandi Giri (dieci vittorie totali)

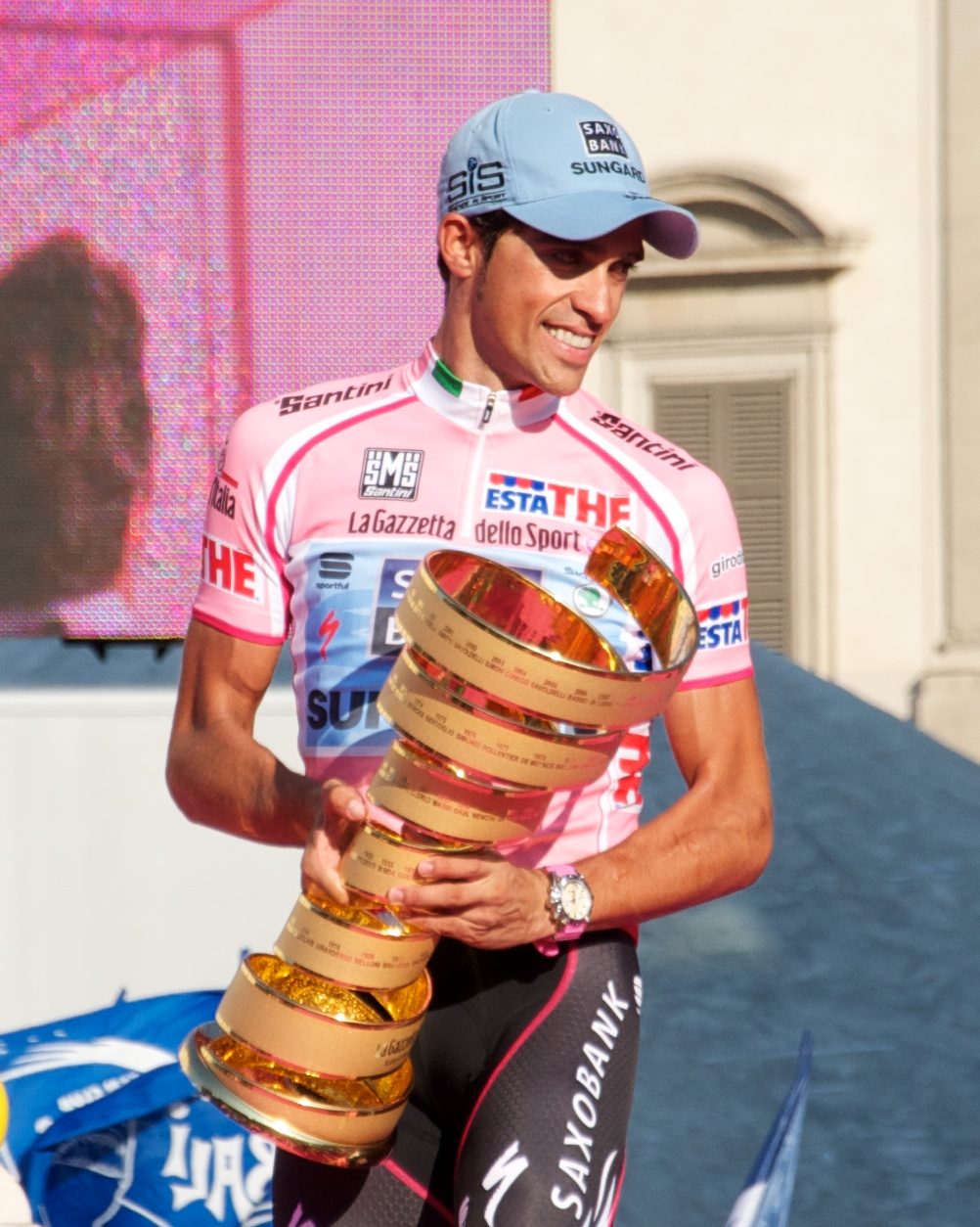
Alberto Contador, vincitore dei tre Grandi Giri (sette vittorie totali)

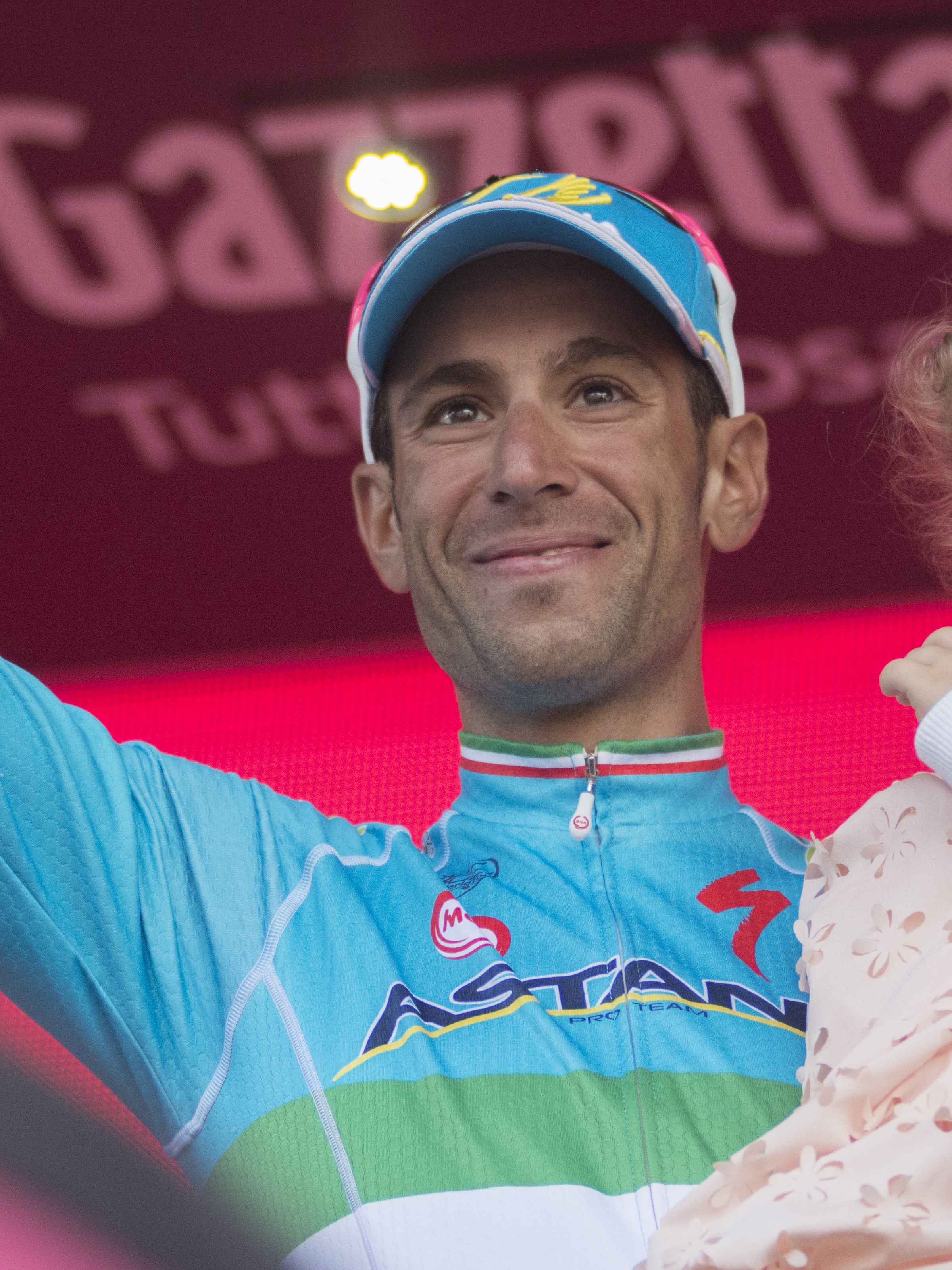
Vincenzo Nibali, vincitore dei tre Grandi Giri (quattro vittorie totali)

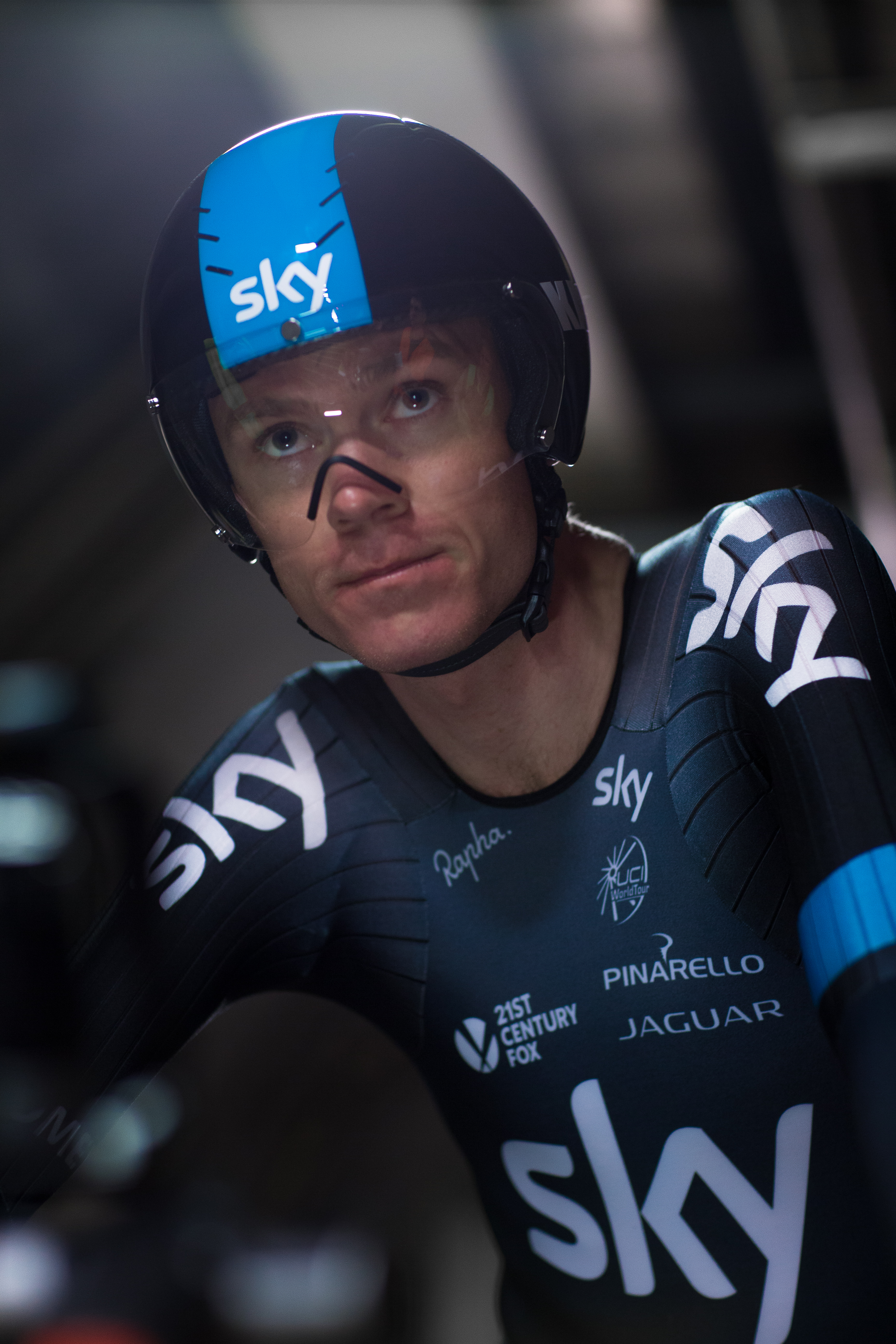
Chris Froome, vincitore dei tre Grandi Giri (sette vittorie totali)

Aggiornato all'edizione 2025.
| Anno | Giro d'Italia       | Tour de France      | Vuelta a España     |
| ---- | ------------------- | ------------------- | ------------------- |
| 1903 | -                   | Maurice Garin       | -                   |
| 1904 | -                   | Henri Cornet        | -                   |
| 1905 | -                   | Louis Trousselier   | -                   |
| 1906 | -                   | René Pottier        | -                   |
| 1907 | -                   | Lucien Petit-Breton | -                   |
| 1908 | -                   | Lucien Petit-Breton | -                   |
| 1909 | Luigi Ganna         | François Faber      | -                   |
| 1910 | Carlo Galetti       | Octave Lapize       | -                   |
| 1911 | Carlo Galetti       | Gustave Garrigou    | -                   |
| 1912 | Atala               | Odile Defraye       | -                   |
| 1913 | Carlo Oriani        | Philippe Thys       | -                   |
| 1914 | Alfonso Calzolari   | Philippe Thys       | -                   |
| 1915 | non disputato       | non disputato       | -                   |
| 1916 | non disputato       | non disputato       | -                   |
| 1917 | non disputato       | non disputato       | -                   |
| 1918 | non disputato       | non disputato       | -                   |
| 1919 | Costante Girardengo | Firmin Lambot       | -                   |
| 1920 | Gaetano Belloni     | Philippe Thys       | -                   |
| 1921 | Giovanni Brunero    | Léon Scieur         | -                   |
| 1922 | Giovanni Brunero    | Firmin Lambot       | -                   |
| 1923 | Costante Girardengo | Henri Pélissier     | -                   |
| 1924 | Giuseppe Enrici     | Ottavio Bottecchia  | -                   |
| 1925 | Alfredo Binda       | Ottavio Bottecchia  | -                   |
| 1926 | Giovanni Brunero    | Lucien Buysse       | -                   |
| 1927 | Alfredo Binda       | Nicolas Frantz      | -                   |
| 1928 | Alfredo Binda       | Nicolas Frantz      | -                   |
| 1929 | Alfredo Binda       | Maurice Dewaele     | -                   |
| 1930 | Luigi Marchisio     | André Leducq        | -                   |
| 1931 | Francesco Camusso   | Antonin Magne       | -                   |
| 1932 | Antonio Pesenti     | André Leducq        | -                   |
| 1933 | Alfredo Binda       | Georges Speicher    | -                   |
| 1934 | Learco Guerra       | Antonin Magne       | -                   |
| 1935 | Vasco Bergamaschi   | Romain Maes         | Gustaaf Deloor      |
| 1936 | Gino Bartali        | Sylvère Maes        | Gustaaf Deloor      |
| 1937 | Gino Bartali        | Roger Lapébie       | non disputato       |
| 1938 | Giovanni Valetti    | Gino Bartali        | non disputato       |
| 1939 | Giovanni Valetti    | Sylvère Maes        | non disputato       |
| 1940 | Fausto Coppi        | non disputato       | non disputato       |
| 1941 | non disputato       | non disputato       | Julián Berrendero   |
| 1942 | non disputato       | non disputato       | Julián Berrendero   |
| 1943 | non disputato       | non disputato       | non disputato       |
| 1944 | non disputato       | non disputato       | non disputato       |
| 1945 | non disputato       | non disputato       | Delio Rodríguez     |
| 1946 | Gino Bartali        | non disputato       | Dalmacio Langarica  |
| 1947 | Fausto Coppi        | Jean Robic          | Edward Van Dijck    |
| 1948 | Fiorenzo Magni      | Gino Bartali        | Bernardo Ruiz       |
| 1949 | Fausto Coppi        | Fausto Coppi        | non disputato       |
| 1950 | Hugo Koblet         | Ferdi Kübler        | Emilio Rodríguez    |
| 1951 | Fiorenzo Magni      | Hugo Koblet         | non disputato       |
| 1952 | Fausto Coppi        | Fausto Coppi        | non disputato       |
| 1953 | Fausto Coppi        | Louison Bobet       | non disputato       |
| 1954 | Carlo Clerici       | Louison Bobet       | non disputato       |
| 1955 | Fiorenzo Magni      | Louison Bobet       | Jean Dotto          |
| 1956 | Charly Gaul         | Roger Walkowiak     | Angelo Conterno     |
| 1957 | Gastone Nencini     | Jacques Anquetil    | Jesús Loroño        |
| 1958 | Ercole Baldini      | Charly Gaul         | Jean Stablinski     |
| 1959 | Charly Gaul         | Federico Bahamontes | Antonio Suárez      |
| 1960 | Jacques Anquetil    | Gastone Nencini     | Frans De Mulder     |
| 1961 | Arnaldo Pambianco   | Jacques Anquetil    | Angelino Soler      |
| 1962 | Franco Balmamion    | Jacques Anquetil    | Rudi Altig          |
| 1963 | Franco Balmamion    | Jacques Anquetil    | Jacques Anquetil    |
| 1964 | Jacques Anquetil    | Jacques Anquetil    | Raymond Poulidor    |
| 1965 | Vittorio Adorni     | Felice Gimondi      | Rolf Wolfshohl      |
| 1966 | Gianni Motta        | Lucien Aimar        | Francisco Gabica    |
| 1967 | Felice Gimondi      | Roger Pingeon       | Jan Janssen         |
| 1968 | Eddy Merckx         | Jan Janssen         | Felice Gimondi      |
| 1969 | Felice Gimondi      | Eddy Merckx         | Roger Pingeon       |
| 1970 | Eddy Merckx         | Eddy Merckx         | Luis Ocaña          |
| 1971 | Gösta Pettersson    | Eddy Merckx         | Ferdinand Bracke    |
| 1972 | Eddy Merckx         | Eddy Merckx         | José Manuel Fuente  |
| 1973 | Eddy Merckx         | Luis Ocaña          | Eddy Merckx         |
| 1974 | Eddy Merckx         | Eddy Merckx         | José Manuel Fuente  |
| 1975 | Fausto Bertoglio    | Bernard Thévenet    | Agustín Tamames     |
| 1976 | Felice Gimondi      | Lucien Van Impe     | José Pesarrodona    |
| 1977 | Michel Pollentier   | Bernard Thévenet    | Freddy Maertens     |
| 1978 | Johan De Muynck     | Bernard Hinault     | Bernard Hinault     |
| 1979 | Giuseppe Saronni    | Bernard Hinault     | Joop Zoetemelk      |
| 1980 | Bernard Hinault     | Joop Zoetemelk      | Faustino Rupérez    |
| 1981 | Giovanni Battaglin  | Bernard Hinault     | Giovanni Battaglin  |
| 1982 | Bernard Hinault     | Bernard Hinault     | Marino Lejarreta    |
| 1983 | Giuseppe Saronni    | Laurent Fignon      | Bernard Hinault     |
| 1984 | Francesco Moser     | Laurent Fignon      | Éric Caritoux       |
| 1985 | Bernard Hinault     | Bernard Hinault     | Pedro Delgado       |
| 1986 | Roberto Visentini   | Greg LeMond         | Álvaro Pino         |
| 1987 | Stephen Roche       | Stephen Roche       | Luis Herrera        |
| 1988 | Andrew Hampsten     | Pedro Delgado       | Sean Kelly          |
| 1989 | Laurent Fignon      | Greg LeMond         | Pedro Delgado       |
| 1990 | Gianni Bugno        | Greg LeMond         | Marco Giovannetti   |
| 1991 | Franco Chioccioli   | Miguel Indurain     | Melchor Mauri       |
| 1992 | Miguel Indurain     | Miguel Indurain     | Tony Rominger       |
| 1993 | Miguel Indurain     | Miguel Indurain     | Tony Rominger       |
| 1994 | Evgenij Berzin      | Miguel Indurain     | Tony Rominger       |
| 1995 | Tony Rominger       | Miguel Indurain     | Laurent Jalabert    |
| 1996 | Pavel Tonkov        | Bjarne Riis         | Alex Zülle          |
| 1997 | Ivan Gotti          | Jan Ullrich         | Alex Zülle          |
| 1998 | Marco Pantani       | Marco Pantani       | Abraham Olano       |
| 1999 | Ivan Gotti          | non attribuito      | Jan Ullrich         |
| 2000 | Stefano Garzelli    | non attribuito      | Roberto Heras       |
| 2001 | Gilberto Simoni     | non attribuito      | Ángel Casero        |
| 2002 | Paolo Savoldelli    | non attribuito      | Aitor González      |
| 2003 | Gilberto Simoni     | non attribuito      | Roberto Heras       |
| 2004 | Damiano Cunego      | non attribuito      | Roberto Heras       |
| 2005 | Paolo Savoldelli    | non attribuito      | Roberto Heras       |
| 2006 | Ivan Basso          | Óscar Pereiro       | Aleksandr Vinokurov |
| 2007 | Danilo Di Luca      | Alberto Contador    | Denis Men'šov       |
| 2008 | Alberto Contador    | Carlos Sastre       | Alberto Contador    |
| 2009 | Denis Men'šov       | Alberto Contador    | Alejandro Valverde  |
| 2010 | Ivan Basso          | Andy Schleck        | Vincenzo Nibali     |
| 2011 | Michele Scarponi    | Cadel Evans         | Chris Froome        |
| 2012 | Ryder Hesjedal      | Bradley Wiggins     | Alberto Contador    |
| 2013 | Vincenzo Nibali     | Chris Froome        | Chris Horner        |
| 2014 | Nairo Quintana      | Vincenzo Nibali     | Alberto Contador    |
| 2015 | Alberto Contador    | Chris Froome        | Fabio Aru           |
| 2016 | Vincenzo Nibali     | Chris Froome        | Nairo Quintana      |
| 2017 | Tom Dumoulin        | Chris Froome        | Chris Froome        |
| 2018 | Chris Froome        | Geraint Thomas      | Simon Yates         |
| 2019 | Richard Carapaz     | Egan Bernal         | Primož Roglič       |
| 2020 | Tao Geoghegan Hart  | Tadej Pogačar       | Primož Roglič       |
| 2021 | Egan Bernal         | Tadej Pogačar       | Primož Roglič       |
| 2022 | Jai Hindley         | Jonas Vingegaard    | Remco Evenepoel     |
| 2023 | Primož Roglič       | Jonas Vingegaard    | Sepp Kuss           |
| 2024 | Tadej Pogačar       | Tadej Pogačar       | Primož Roglič       |
| 2025 | Simon Yates         | Tadej Pogačar       |                     |

## Altre cifre
Il record di vittorie di tappa in un singolo Grande Giro spetta al belga Freddy Maertens che, durante la Vuelta a España del 1977, riuscì ad imporsi in 13 tappe conquistando sia la classifica generale che, naturalmente, la classifica a punti. Il record di vittorie di tappa consecutive in un singolo Grande Giro spetta all'italiano Alfredo Binda, che, nel Giro d'Italia del 1929, vinse 8 tappe consecutive, imponendosi anche nella classifica finale.
Sono 32 i corridori che sono riusciti a terminare nello stesso anno solare tutti e tre i grandi giri; il record spetta all'australiano Adam Hansen che ha concluso i 3 grandi giri nel 2012, 2013, 2014, 2015, 2016 e 2017; Hansen ha spodestato lo spagnolo Marino Lejarreta che ha portato a termine le tre corse a tappe nel 1987, 1989, 1990 e 1991. Due corridori inoltre, Raphaël Géminiani e Gastone Nencini, hanno completato i tre grandi giri nei primi dieci posti nello stesso anno, mentre sempre Nencini e Sepp Kuss sono stati gli unici a completare il trittico dei giri in un'unica stagione vincendone almeno uno.
Solamente 7 corridori possono vantare almeno un successo in tutti e tre i grandi giri: Jacques Anquetil, Felice Gimondi, Eddy Merckx, Bernard Hinault, Alberto Contador, Vincenzo Nibali e Chris Froome. Contador e Hinault sono inoltre gli unici corridori ad averli vinti tutti almeno due volte.